# Provincia marítima de Alicante
La provincia marítima de Alicante es una de las treinta provincias marítimas en que se divide el litoral de España. Comprende desde el paralelo de El Mojón de latitud 37º50´N hasta la línea que parte con rumbo 045º desde el río Molinell. Limita al norte con la provincia marítima de Valencia y al sur con la provincia marítima de Cartagena.
La capitanía de esta provincia marítima está situada en Alicante. Su puerto más importante es el puerto de Alicante.
Consta de los siguientes distritos marítimos:
- Torrevieja (AT-1): desde El Mojón hasta el río Segura.
- Santa Pola (AT-2): desde el río Segura hasta el cabo Santa Pola.
- Alicante (AT-3): desde el cabo Santa Pola hasta la torre Barranco del agua.
- Villajoyosa (AT-4): desde la torre Barranco del agua hasta la punta del Albir.
- Altea (AT-5): desde la punta del Albir hasta el cabo de la Nao.
- Denia (AT-6): desde el cabo de la Nao hasta el río Molinell.